# Oscar Luigi Scalfaro
Oscar Luigi Scàlfaro (Novara, 9 settembre 1918 – Roma, 29 gennaio 2012) è stato un politico e magistrato italiano, 9º presidente della Repubblica Italiana dal 1992 al 1999.
Fu eletto deputato ininterrottamente dal 1946 al 1992, quando, durante la sua presidenza della Camera dei deputati, fu eletto presidente della Repubblica Italiana. In precedenza era stato ministro dell'Interno nei governi Craxi I, Craxi II e Fanfani VI, oltre che ministro dell'Istruzione nel governo Andreotti II.
Come Capo dello Stato ha conferito l'incarico a sei presidenti del Consiglio dei ministri: Giuliano Amato (1992-1993), Carlo Azeglio Ciampi (1993-1994), Silvio Berlusconi (1994-1995), Lamberto Dini (1995-1996), Romano Prodi (1996-1998) e Massimo D'Alema (1998-2000). Inoltre, ha nominato quattro giudici costituzionali: Gustavo Zagrebelsky (1995), Fernanda Contri, Guido Neppi Modona e Piero Alberto Capotosti (1996).
Durante la sua presidenza si svolse l'inchiesta Mani pulite e vi fu l'ingresso in politica di Silvio Berlusconi.

## Biografia

### Origini
Era figlio del barone Guglielmo (1888-1963) e di Rosalia Ussino (1880-1963). Gli Scalfaro, famiglia originaria della Calabria (Sambiase ora Lamezia Terme), erano decorati del titolo di barone sul cognome. Questo era stato concesso da Gioacchino Murat all'antenato catanzarese Raffaele Aloisio Scalfaro, comandante la Legione Provinciale di Calabria Ultra, con il decreto N. 2135 del 2 giugno 1814. Raffaele avrebbe in seguito presieduto il consiglio di guerra che nel 1815 condannò a morte lo stesso Murat.
Aveva una sorella, Concetta (1916-2000), che aveva sposato Gaudenzio Cattaneo (1915-1994), sindaco di Stresa. Il padre era nato a Napoli e si era trasferito a Novara nel 1914 dove lavorava come impiegato delle poste italiane, mentre la madre era piemontese; ciò indusse Scalfaro a definirsi, nell'occasione di una visita di Stato negli Stati Uniti d'America, figlio dell'Unità d'Italia.
Ancora dodicenne Scalfaro s'iscrisse alla GIAC (Gioventù Italiana di Azione Cattolica), appartenenza che ha sempre ostentato (portò sempre all'occhiello della giacca il distintivo tondo dell'Azione Cattolica visibile anche quando, appena eletto alla massima carica pubblica italiana, fece in televisione le brevi dichiarazioni di rito).
Si formò in ambienti cattolici e sin da giovanissimo partecipò all'attività dell'Azione Cattolica, in un periodo in cui questa organizzazione veniva avversata dal fascismo. In particolare fu attivo negli ambienti della FUCI, che in quegli anni raccolse i maggiori esponenti della futura classe dirigente cattolica. Durante la lotta partigiana, ebbe contatti con il mondo degli antifascisti. Il 16 settembre 1951 presso l'Oasi Santa Maria degli Angeli di Erba fece la professione dei consigli evangelici alla presenza dei fondatori dell'istituto dei Missionari della regalità di Cristo. Nel 1957 prese attivamente parte al I Congresso eucaristico diocesano di Sansepolcro, su invito del vescovo mons. Domenico Bornigia.
Era terziario francescano.
Oscar Luigi Scalfaro frequentò il Liceo Classico Carlo Alberto di Novara durante i suoi anni di formazione. 
Sposò a Novara il 26 dicembre 1943 Marianna Inzitari (1924-1944), la quale morì per un embolo poco tempo dopo aver dato alla luce la loro unica figlia. Alla bambina, chiamata Gianna Rosa, nata il 27 novembre 1944, venne cambiato il nome in Marianna, successivamente alla morte della madre.

### Attività di magistrato
Laureatosi in Giurisprudenza all'Università Cattolica del Sacro Cuore di Milano il 2 giugno 1941, fu chiamato alle armi e assegnato al 38º Reggimento di Fanteria a Tortona. Sottotenente di Commissariato in Sicilia, fu congedato, in quanto magistrato, nell'ottobre del 1942. Entrò poi nei ruoli della Magistratura.
Dopo il 25 aprile 1945 fece richiesta per entrare nelle Corti straordinarie di Assise, composte da giuristi volontari (per una durata prevista di sei mesi), istituite il 22 aprile su richiesta degli angloamericani per porre un freno ai processi sommari del dopoguerra contro i fascisti, talora degenerati in veri e propri linciaggi.
Dal 1º maggio 1945 fu, giovanissimo, consulente tecnico giuridico del Tribunale d'emergenza di Novara, un tribunale speciale per giudicare i criminali fascisti e i collaborazionisti, poi anche pubblico ministero.
Il 15 e 28 giugno 1945, si tennero i processi che vedevano imputati, per «collaborazione con il tedesco invasore» e omicidio plurimo, l'ex prefetto di Novara Enrico Vezzalini e i militi Arturo Missiato, Domenico Ricci, Salvatore Santoro, Giovanni Zeno, Raffaele Infante. La voce della presenza di Scalfaro nel processo a Vezzalini, spesso agitata per motivi di polemica politica, pare destituita di fondamento da varie ricerche d'archivio. Per i sei imputati fu chiesta la condanna a morte, eseguita il 23 settembre 1945. In un processo successivo (16 luglio 1945), la stessa pena venne inflitta per le stesse imputazioni anche nei confronti dell'imputato Giovanni Pompa, con sentenza eseguita il 21 ottobre 1945.
In qualità di pubblico ministero presso queste corti, Scalfaro richiese l'applicazione della condanna capitale nei confronti di Salvatore Zurlo. La condanna tuttavia non fu eseguita a causa dell'accoglimento del ricorso in cassazione proposto dal condannato e suggerito, a quanto sostenne Scalfaro, da lui stesso.
Secondo Scalfaro, nella vigenza del codice di guerra, non era stato possibile trovare un appiglio per evitare la richiesta di condanna alla pena capitale. La figlia di Domenico Ricci racconta che Scalfaro conosceva bene la famiglia Ricci, in quanto "abitava nella stessa palazzina al piano di sopra". In merito la stessa dichiarò: «Ho scritto a Scalfaro per sapere se mio padre era colpevole o innocente [...] Scalfaro una mattina presto mi telefona, un sabato o una domenica, due parole: stia tranquilla perché suo padre dal Paradiso pregherà per lei. Tutto qua... questa è la spiegazione». Scalfaro, a sua volta, dichiarò: «Non ho elementi per rispondere a questa persona. Io l'ho citata più volte quando parlavo di questi temi [...] non si può mai chiedere a una figlia, che aveva dieci anni allora, di dire: certamente mio padre ha fatto dei delitti gravi».
Come membro dell'Assemblea Costituente, Scalfaro promosse l'abolizione della pena di morte dall'ordinamento giuridico della Repubblica Italiana. Abolizione applicata, durante il suo settennato, anche al codice penale militare di guerra.

### Primi passi in politica

Oscar Luigi Scalfaro nel 1946

Arrivò, prima dell'inizio della carriera politica, alla carica di presidente dell'Azione Cattolica della diocesi di Novara e delegato regionale per il Piemonte.
Alle elezioni per l'Assemblea Costituente si presentò candidato come indipendente nella lista della DC, dopo che a livello nazionale era stato deciso l'appoggio aperto della gerarchia ecclesiastica e delle organizzazioni cattoliche al partito, in funzione di resistenza alla possibile conquista del potere da parte dei social-comunisti (Fronte popolare). Fu eletto con oltre quarantamila preferenze, un numero rilevante per i tempi e superiore al risultato ottenuto da personaggi politici del collegio come Giuseppe Pella e Giulio Pastore.
Lasciò la toga per la politica nel 1946: fu eletto a Torino, fra i più giovani nelle file della Democrazia Cristiana, all'Assemblea Costituente che doveva redigere una nuova Carta Costituzionale. In seguito dichiarò in un libro di non avere mai avuto vocazione per la politica e di essersi trovato alla Costituente senza avere alcuna attrattiva per "quel mestiere".
Nel referendum istituzionale del 1946 il voto di Scalfaro andò alla monarchia, "per rispetto ai suoi antenati filosabaudi" disse.
Anticomunista e antifascista, s'iscrisse finalmente alla DC e partecipò alla battaglia politica del 1948 senza abbandonare per questo l'Azione Cattolica che, presieduta da Luigi Gedda, appoggiava la DC con Comitati Civici istituiti per l'occasione; ottenne oltre cinquantamila preferenze.
Secondo un resoconto annotato da Pietro Nenni nel suo diario, il 4 dicembre 1952, durante le tumultuose fasi parlamentari legate alla proposta di legge democristiana meglio nota come "legge truffa", mentre già la polemica fra gli schieramenti era al calor bianco, Scalfaro propose che la Camera dei deputati "sedesse in permanenza, domenica compresa...". Messa ai voti la proposta di Scalfaro, per usare le parole di Nenni « [...] tutto finì con un pugilato come non si era mai visto. Volarono perfino le palline del banco delle commissioni. Ci furono parecchi contusi e un ferito grave, un usciere.»

### Anni cinquanta/sessanta

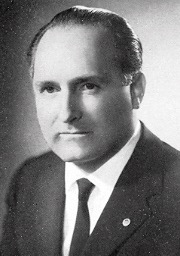
Oscar Luigi Scalfaro nel 1963

Politicamente Scalfaro fu inizialmente schierato all'ala destra della Democrazia Cristiana. Pur avendo sempre goduto di grande stima (ricambiata) da parte di Alcide De Gasperi, il suo punto di riferimento fu Mario Scelba che durante il suo governo lo chiamò a ricoprire (fu il suo primo incarico di governo) il ruolo di sottosegretario alla Presidenza del Consiglio e al Turismo e spettacolo. Questo incarico gli procurò molte noie (e molta pubblicità). Nelle competenze del sottosegretario c'era anche quella censoria nei confronti dei film, la cui ammissione al circuito nazionale poteva essere negata se considerati contrari alla pubblica decenza o ammessa solo a condizione che alcune scene (poche o tante che fossero) venissero "tagliate". In risposta al suo operato in tale campo vi fu un fiorire di attacchi ironici da parte della stampa laica che lo gratificò dei nomignoli più bizzarri e sarcastici. Contro di lui si spesero penne come Giovannino Guareschi e Curzio Malaparte.
Nel 1958 Mario Scelba formò nella DC una "corrente" (Centrismo popolare) di politici conservatori che aveva come referenti principali, oltre a lui stesso, che ne era il leader, Guido Gonella, Roberto Lucifredi, Mario Martinelli e Oscar Luigi Scalfaro, tutti componenti il Comitato di direzione. La corrente aveva ne Il Centro il suo organo di stampa, e verrà sciolta dal suo stesso leader otto anni dopo.

Stemma personale di Scalfaro

Coerente alla sua concezione anticomunista, all'inizio degli anni sessanta Scalfaro si oppose fermamente alla cosiddetta "apertura a sinistra" cioè all'ingresso del Partito Socialista Italiano nella compagine governativa (centro-sinistra). In questa battaglia interna al partito ebbe come alleato Giulio Andreotti e la sua corrente. L'alleanza con il partito di Pietro Nenni, auspicata dall'allora Presidente della Repubblica Giovanni Gronchi, fu poi realizzata da Amintore Fanfani e da Aldo Moro a partire dal 1963: Scalfaro avversò la costituzione del governo Moro I minacciando di non votare la fiducia, posizione dalla quale fece un passo indietro dopo un richiamo dell'Osservatore romano al mantenimento dell'unità della DC. 
Successivamente, secondo il principio per cui tutto il partito doveva essere rappresentato, Scalfaro fu ministro dei trasporti nel governo Moro III (1966-1968), carica che mantenne con il "balneare" governo Leone II, da giugno a dicembre 1968.

### Periodo di ombra

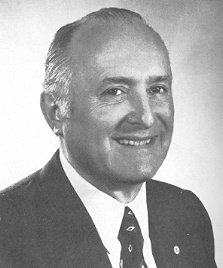
Oscar Luigi Scalfaro nel 1976

L'avvento del centro-sinistra aveva segnato il declino definitivo del suo referente Mario Scelba e nell'aprile del 1969 Scalfaro fondò, all'interno della DC, una sua corrente, "Forze libere", ma la scarsa adesione al congresso del partito svoltosi a giugno di quell'anno (meno del 3% dei voti e quattro seggi) non fu incoraggiante: la corrente verrà sciolta ufficialmente quattro anni dopo. Ricoprì nuovamente l'incarico di Ministro dei trasporti e dell'aviazione civile nel primo governo presieduto da Giulio Andreotti nel 1972 e quello di Ministro della Pubblica Istruzione nel secondo governo Andreotti lo stesso anno.
Nel 1972 polemizzò aspramente contro i socialisti, il cui neo segretario Francesco De Martino auspicava per il governo "equilibri più avanzati", cioè l'ingresso del PCI nella maggioranza di governo. Si batté altrettanto vigorosamente contro l'approvazione della legge Fortuna-Baslini, che introdusse il divorzio in Italia e fu un sostenitore del ricorso al referendum abrogativo della stessa legge, promosso dalla DC guidata da Amintore Fanfani, su richiesta delle gerarchie ecclesiastiche: il 12 maggio 1974, tuttavia, vinsero i "NO".
Come esponente dell'ala destra della DC, nella seconda metà degli anni settanta la sua figura nel quadro politico generale rimase un po' in ombra, e in quel periodo ebbe come unica carica istituzionale la vicepresidenza della Camera dei deputati (da ottobre 1975), che mantenne per quasi otto anni.
Nel 1977 fu tra i firmatari, insieme a Mariotto Segni, Severino Citaristi, Giuseppe Zamberletti, Bartolo Ciccardini e un altro centinaio di esponenti democristiani, di un documento con il quale si chiedeva al partito di abbandonare la linea politica portata avanti dal segretario Benigno Zaccagnini e di chiudere, contrariamente alla linea intrapresa (e che andava in direzione del cosiddetto "compromesso storico"), qualsiasi apertura nei confronti del Partito Comunista Italiano; i "Cento", come furono chiamati dalla stampa, diedero vita alla corrente "Proposta", che intendeva "garantire ai suoi aderenti di essere rappresentati negli organi del partito e del governo".

### Ritorno alla ribalta

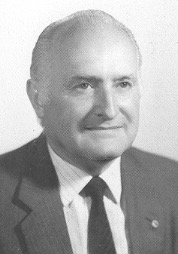
Scalfaro nel 1983

Nell'agosto 1983 fu chiamato da Craxi a ricoprire una delle cariche più delicate e prestigiose del governo: la titolarità del Ministero dell'interno, carica che mantenne ininterrottamente fino al luglio del 1987. Il suo periodo al Viminale fu segnato da eventi di una certa gravità, fra i quali la strage del Rapido 904 (dicembre 1984), l'omicidio dell'economista Ezio Tarantelli da parte delle Brigate Rosse (marzo 1985) e appunto la recrudescenza dell'attività della mafia, che nel 1985 tentò l'omicidio del giudice Carlo Palermo e uccise importanti esponenti delle forze dell'ordine in Sicilia.
Anni dopo, nel periodo di massima polemica durante Tangentopoli, in un fax da Hammamet Bettino Craxi gli imputò la proposta di emanazione della direttiva PCM n. 4012/1 del 10 gennaio 1986, in materia di gestione delle spese, che nel corso delle indagini sullo scandalo SISDE si riteneva contenere "un aspetto discutibile e rischioso".
Nell’aprile del 1987, dopo le dimissioni del Governo presieduto da Craxi, il Presidente della Repubblica Cossiga gli conferisce l’incarico di formare il nuovo Governo ma, constatata l’impossibilità di comporre un Gabinetto di coalizione, rinuncia all’incarico dichiarandosi indisponibile a formare un governo monocolore democratico-cristiano (poi formato da Fanfani).
Nel 1989 fu nominato presidente della commissione d'inchiesta sulla ricostruzione in Irpinia dopo il terremoto del 1980: un incarico che impegnò Scalfaro per due anni.
Eletto presidente della Camera dei deputati il 24 aprile del 1992, restò per poco tempo in questa carica. Pochi giorni dopo Francesco Cossiga si dimise dalla carica di Presidente della Repubblica con due mesi di anticipo rispetto alla scadenza del suo mandato e l'elezione del suo successore si trascinò in una serie di votazioni parlamentari senza risultato (Forlani e Vassalli non raggiunsero il quorum); la strage di Capaci dette uno scossone alla vita politica italiana e Scalfaro, sino ad allora considerato un outsider nella corsa al Quirinale, fu eletto alla massima carica istituzionale del Paese subito dopo il tragico evento. "Sponsor" politico di Scalfaro fu allora Marco Pannella, leader del Partito Radicale.
Secondo Indro Montanelli, quando Giovanni Falcone venne ucciso insieme alla moglie e alla scorta, già la scelta si andava restringendo verso le cosiddette "candidature istituzionali", cioè Giovanni Spadolini, allora Presidente del Senato, e Scalfaro Presidente della Camera; anche Giulio Andreotti rivestiva un ruolo istituzionale in quel momento, come Presidente del Consiglio uscente (degli ultimi tre anni della precedente legislatura), ma la sua candidatura sarebbe stata fermata da Craxi. Per Spadolini, sempre secondo questa interpretazione, a opporsi alla candidatura sarebbe stato Ciriaco De Mita, ma poi avrebbe prevalso fra i democristiani la convinzione che per quanto "anomalo" Scalfaro sarebbe pur stato un democristiano al Quirinale, mentre secondo Massimo D'Alema il PDS lo votò perché se non avesse votato Scalfaro poi sarebbe riaffiorata la candidatura di Andreotti.

### Presidente della Repubblica

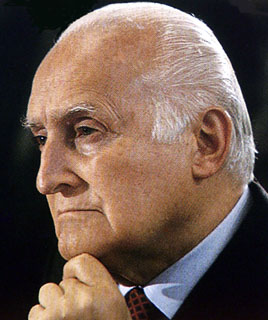
Oscar Luigi Scalfaro

Il 25 maggio 1992 Scalfaro fu eletto Capo dello Stato (al sedicesimo scrutinio) con 672 voti, espressi dai democristiani, dai socialisti, dai socialdemocratici, dai liberali, dal PDS, dai Verdi, dai Radicali e da La Rete. La Lega Nord diede 75 voti al suo candidato Gianfranco Miglio, il Movimento Sociale 63 voti a Cossiga, mentre Rifondazione Comunista diede 50 voti allo scrittore Paolo Volponi.

#### Nella XI legislatura
Il presidente iniziò il suo settennato con il disattendere la candidatura di Craxi a Palazzo Chigi, rivendicata dal leader socialista sulla base di un preciso accordo in tal senso con il segretario della DC Forlani. Scalfaro preferì nominare Presidente del Consiglio Giuliano Amato, scegliendo da una terna di nomi (Amato-De Michelis-Martelli), sottopostagli dallo stesso Craxi; uscendo dalla Sala alla Vetrata al Quirinale, quest'ultimo dichiarò ai giornalisti televisivi di aver affermato che la lista era « [...] da intendersi (...) in ordine non solo alfabetico». Dalle memorie di Enzo Scotti si apprende che Gaetano Gifuni, segretario generale della Presidenza della Repubblica, avrebbe contattato sia Scotti (DC) sia Martelli (PSI) per sondare la possibilità di una nomina nelle "seconde file" dei due principali partiti della coalizione di governo, allo scopo di propiziare un avvicendamento generazionale alla guida dei rispettivi partiti. Il presidente accompagnò la riluttanza di Craxi a dimettersi dalla segreteria del PSI con le parole «chi ha salito le scale del potere deve saperle discendere con uguale dignità». 
Il 5 marzo 1993 il governo Amato varò un decreto-legge (il «decreto Conso», da Giovanni Conso, il ministro della giustizia che lo propose), che depenalizzava il finanziamento illecito ai partiti, e che non fu firmato da Scalfaro: per la prima volta nella storia repubblicana il Presidente della Repubblica rifiutò di firmare un decreto-legge, ritenendolo incostituzionale. Pochi giorni dopo, al referendum del 18 aprile 1993 gli elettori votarono in massa a favore dell'introduzione del sistema elettorale maggioritario. Fu un segnale politico molto forte della sempre più crescente sfiducia nei confronti della politica tradizionale: il governo Amato, intravedendo nel risultato del referendum un segnale di sfiducia nei suoi confronti, rassegnò le dimissioni il 21 aprile. Il Parlamento non riuscì a formare un nuovo governo politico: Scalfaro decise perciò di affidare la presidenza del Consiglio al governatore della Banca d'Italia Carlo Azeglio Ciampi, dando vita al governo Ciampi. 
Il rifiuto di firmare il decreto Conso sul finanziamento illecito dei partiti mise Scalfaro alla testa del moto popolare di ostilità verso il "Parlamento degli inquisiti", e - dopo il referendum che abrogò il sistema proporzionale - fu tra quelli che spinsero per una legge elettorale nuova, in cui il Parlamento operasse "sotto dettatura" dell'esito elettorale. 

#### Caso dei Fondi riservati del SISDE
(Oscar Luigi Scalfaro, 3 novembre 1993)

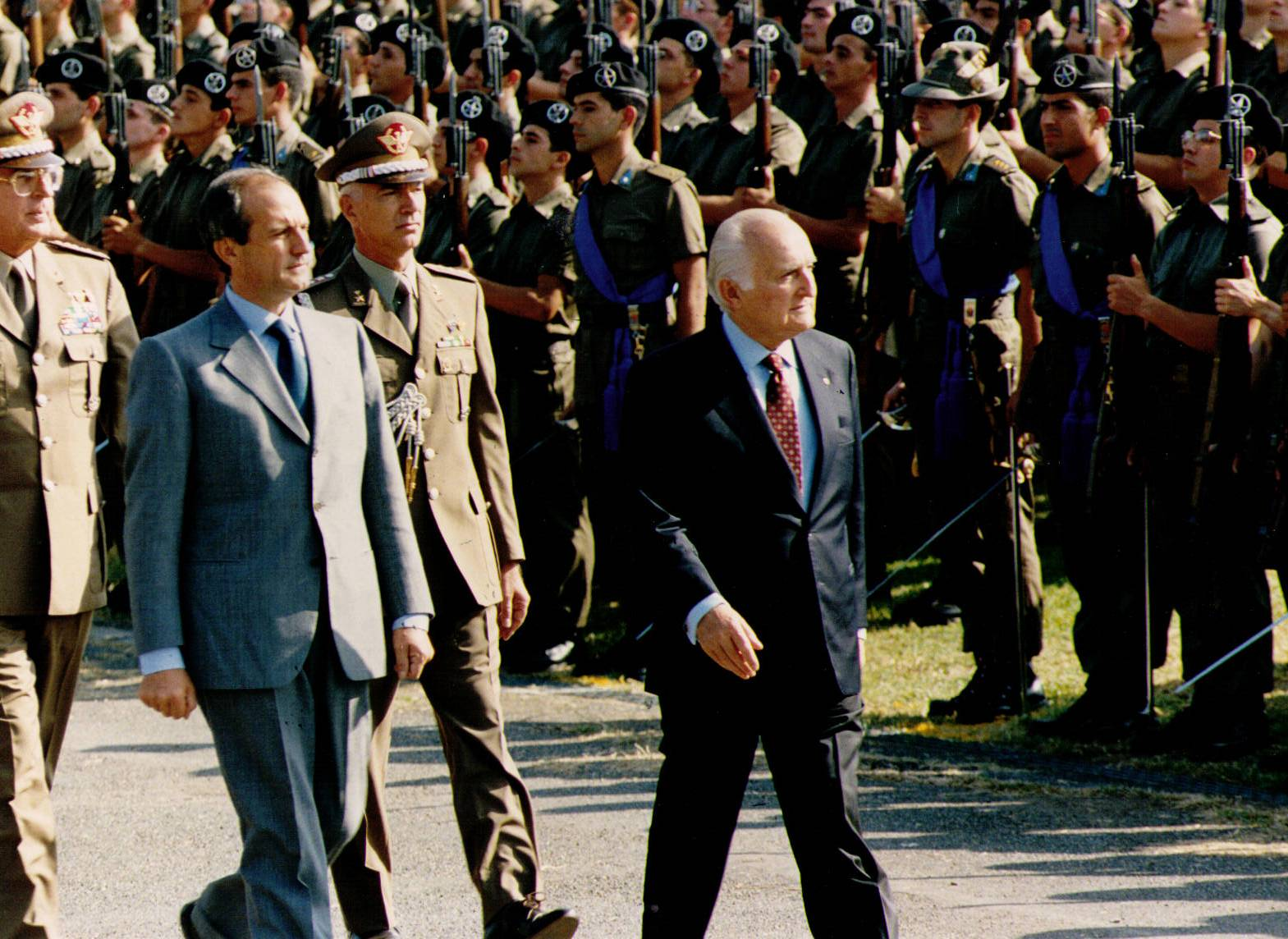
Oscar Luigi Scalfaro durante una parata militare

Nel 1993 scoppiò lo "scandalo SISDE", relativo alla gestione di fondi riservati, che giunse a coinvolgere anche la Presidenza della Repubblica. Partita dalla bancarotta fraudolenta di un'agenzia di viaggi i cui titolari erano funzionari del servizio segreto del Viminale, un'inchiesta della magistratura fece emergere fondi "neri" per circa 14 miliardi depositati a nome di altri cinque funzionari; ci furono l'intervento del Consiglio superiore della magistratura per dissidi fra il magistrato che indagava e il suo procuratore capo, quello della commissione parlamentare d'inchiesta sui servizi segreti, presieduta da Ugo Pecchioli, e quello del ministro dell'interno Nicola Mancino, e tutti si misero a indagare sull'operato del Servizio mentre a San Marino venivano individuati altri 35 miliardi di uguale sospetta provenienza. Nel frattempo la figlia di Scalfaro, Marianna, fu fotografata in compagnia dell'architetto Adolfo Salabé (la vera ragione dell'incontro era il suo progetto per l'arredamento del palazzo del Quirinale e l'appartamento di rappresentanza nella Palazzina del Presidente), sospettato di intrattenere affari per lui eccessivamente vantaggiosi con l'ente e che nel 1996 patteggiò la pena per le diverse imputazioni addebitategli.
I funzionari fornivano versioni di uso "regolare" dei fondi riservati, ma in ottobre uno degli indagati, Riccardo Malpica, ex direttore del servizio e agli arresti da due giorni, affermò che Mancino e Scalfaro gli avrebbero imposto di mentire; aggiunse inoltre che il SISDE avrebbe versato ai ministri dell'interno 100 milioni di lire ogni mese. La sera del 3 novembre 1993 Scalfaro si presentò in televisione, a reti unificate e interrompendo la telecronaca diretta della partita di Coppa UEFA tra il Cagliari e la squadra turca del Trabzonspor, con un messaggio straordinario alla nazione. In esso pronunciò l'espressione "Non ci sto", parlò di "gioco al massacro" e diede una chiave di lettura dello scandalo come di una rappresaglia nei suoi confronti da parte della classe politica travolta da Tangentopoli.
Nei giorni successivi i funzionari furono indagati per il reato di "attentato agli organi costituzionali", accusa dalla quale furono prosciolti nel 1996 per decorrenza dei termini (ma senza formula piena). Nel 1994 i funzionari furono poi condannati, dimostrando la fondatezza delle accuse di Scalfaro e nel 1999, concluso il settennato, Scalfaro fu denunciato da Filippo Mancuso per presunto abuso d'ufficio relativamente al suo periodo come Ministro dell'interno e sempre sull'ipotesi di illecita percezione dei detti 100 milioni al mese; circa l'effettiva percezione vi erano state diverse versioni di Malpica, e la denuncia di Mancuso provocò numerose prese di posizione, come quella di Oliviero Diliberto, in quel momento Guardasigilli, il quale ricordò che la Procura di Roma aveva comunicato il 3 marzo 1994 che « [...] nei confronti dell'onorevole Scalfaro non sussiste alcun elemento di fatto dal quale emerga un uso non istituzionale dei fondi».
Lo stesso Scalfaro, del resto, nel maggio 1994, durante una visita al santuario di Oropa, aveva ammesso la percezione di tali fondi: «Sfido chiunque a dimostrare che chi è stato ministro dell'interno, e non solo io, ha dato una lira fuori dai fini istituzionali». La sortita aveva provocato una richiesta trasversale di spiegazioni da parte di esponenti di Forza Italia, Partito Democratico della Sinistra e Alleanza Nazionale, ma il Quirinale, almeno nell'immediato, tacque.

#### Nella XII legislatura

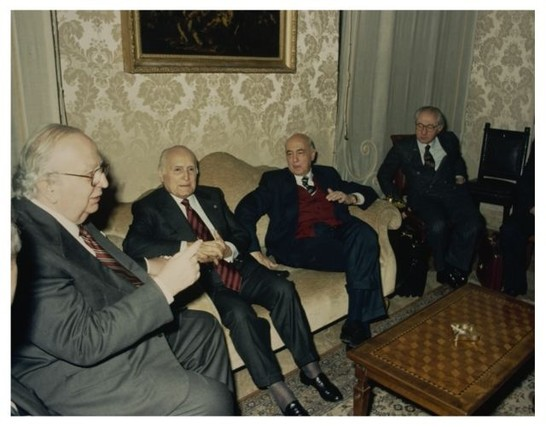
Da sx a dx:il presidente del Senato Giovanni Spadolini con il presidente della Repubblica Oscar Lugi Scalfaro e il presidente della Camera Giorgio Napolitano nel 1994

Appena approvati i decreti attuativi della nuova legge elettorale (cosiddetto Mattarellum), sciolse le Camere e, per la prima volta nella storia repubblicana, respinse le dimissioni del governo che usualmente, in questi casi, rimaneva in carica solo per gli affari correnti.
Dopo le elezioni del 1994, in seguito alla vittoria elettorale del Polo delle Libertà, il leader della coalizione Silvio Berlusconi, indicato come Presidente del Consiglio incaricato, gli sottopose una potenziale lista dei ministri, nella quale Scalfaro espresse la sua contrarietà ad alcune nomine, tra cui quella di Cesare Previti (che era indagato ma non ancora condannato) al Ministero della giustizia, il quale fu quindi spostato alla Difesa e sostituito da Alfredo Biondi nel ruolo di Guardasigilli. In un colloquio preliminare con il futuro presidente del Consiglio, a Scalfaro fu attribuita la frase «Devo insistere: per motivi di opportunità quel nome non può andare».
Il comune favore riservatogli dai nuovi partiti emersi dal crollo della cosiddetta "Prima Repubblica" si spaccò quando, nel dicembre del 1994, a seguito delle dimissioni del governo di centrodestra espresso dalla maggioranza scaturita dalle votazioni di sei mesi prima, rifiutò di sciogliere le Camere per avviare a elezioni anticipate - come gli era stato espressamente richiesto dal premier uscente Berlusconi - e avviò i tentativi per la formazione di un nuovo governo. Intervistato nel 2011 da Stefano Rodotà, Scalfaro disse che "non si sarebbe mai perdonato" una scelta differente, in quanto a suo avviso, qualora avesse accolto la richiesta di Berlusconi, avrebbe fatto "un passo in favore di una parte", venendo meno al suo dovere d'imparzialità. Nello specifico, l'azione del presidente si basò sul dettame costituzionale secondo il quale, una volta eletto dal popolo sovrano, è il Parlamento a esercitare la sovranità; a sostegno della sua iniziativa fu ricordato che la Costituzione prevede che la funzione di deputati e senatori della Repubblica sia esercitata senza vincoli di mandato, per cui è consentito cambiare schieramento e appoggiare formazioni politiche diverse dalla lista in cui si è stati eletti. Quando Scalfaro svolse le consultazioni, ascoltò anche le componenti interne ai partiti per comprendere se vi erano in Parlamento i voti per un'ipotesi di "governo tecnico": ricevutane rassicurazione - anche grazie all'opposizione dei presidenti delle Camere Carlo Scognamiglio e Irene Pivetti alla fine anticipata della legislatura - nel messaggio di fine anno invitò Berlusconi a un passo indietro, promettendo che il nuovo governo avrebbe avuto un incarico a termine e sarebbe stato presieduto da un uomo di fiducia dello stesso Berlusconi, che indicò il proprio Ministro del tesoro Lamberto Dini.
Il governo Dini rappresentò il primo esempio di governo tecnico, in quanto composto esclusivamente da ministri e sottosegretari non appartenenti alla politica attiva; esso durò dal gennaio 1995 al maggio 1996 e nel corso dell'anno si assistette a un suo progressivo spostamento verso il centro-sinistra, che vinse le successive elezioni anticipate del 1996. Lo snodo decisivo per tale spostamento fu la sfiducia individuale votata al ministro della giustizia Filippo Mancuso: questi, accusato di aver dato corso a una serie di ispezioni ministeriali nei confronti dei giudici che indagavano su Berlusconi, si difese in Senato con un feroce discorso in cui attaccava proprio il Quirinale.
Il governo Dini promosse anche la legge sulla par condicio: l'indicazione era stata espressa proprio dal Quirinale e il termine latino prescelto era stato impiegato in più di una pubblica esternazione da Scalfaro stesso, per affermare l'esigenza della parità delle armi comunicative sulle reti televisive per tutti gli attori politici.

#### Nella XIII legislatura

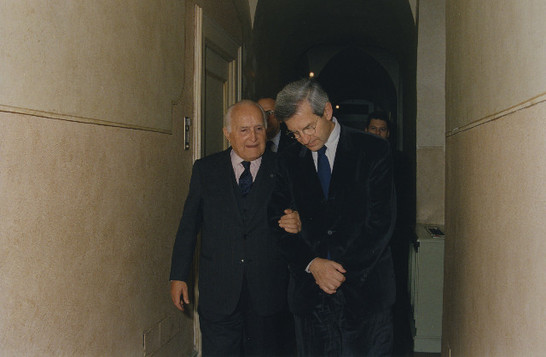
Oscar Luigi Scalfaro e il presidente della Camera dei deputati Luciano Violante nel 1996

Il 16 maggio 1996 il Presidente della Repubblica conferì l'incarico di formare il nuovo governo a Romano Prodi. Il 21 ottobre 1998 il successivo governo D'Alema I giurò al Quirinale nelle mani del Presidente della Repubblica.
Scalfaro è stato l'unico capo dello Stato (tra quelli cessati dalla carica) della storia dell'Italia unita a non aver nominato alcun senatore a vita, a causa di un problema legato all'interpretazione della Costituzione: non è chiaro, infatti, se il limite di 5 senatori a vita sia da intendersi come limite massimo di nomine a disposizione di ciascun presidente, oppure a disposizione del presidente della Repubblica come figura istituzionale (quindi comprendendo anche quelli nominati dai predecessori). Il presidente Scalfaro si mantenne fedele alla seconda interpretazione, a differenza dei suoi due predecessori Pertini e Cossiga, che avevano nominato 5 senatori a vita ciascuno.
Il suo mandato presidenziale si concluse il 15 maggio 1999.

#### Nomine presidenziali
Governi
- XI legislatura (1992-1994)
  - Amato I, 28 giugno 1992
  - Ciampi, 28 aprile 1993
- XII legislatura (1994-1996)
  - Berlusconi I, 10 maggio 1994
  - Dini, 17 gennaio 1995
- XIII legislatura (1996-2001)
  - Prodi I, 17 maggio 1996
  - D'Alema I, 21 ottobre 1998

Giudici della Corte costituzionale
- Gustavo Zagrebelsky, 9 settembre 1995
- Fernanda Contri, 4 novembre 1996
- Guido Neppi Modona, 4 novembre 1996
- Piero Alberto Capotosti, 4 novembre 1996

Senatori a vita
Oscar Luigi Scalfaro non nominò alcun senatore a vita.

### Attività successive alla presidenza della Repubblica e morte

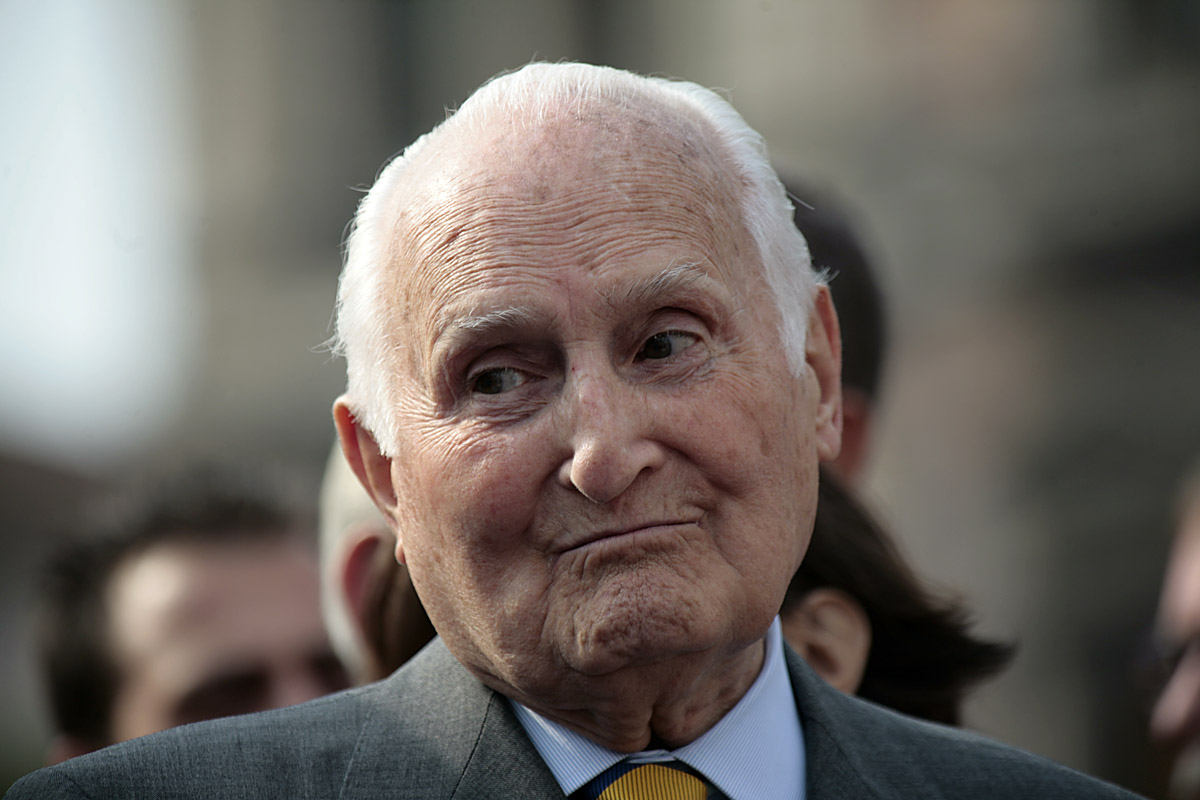
Oscar Luigi Scalfaro nel 2009

Terminato il suo mandato di Presidente della Repubblica, Scalfaro divenne senatore a vita in quanto Presidente emerito della Repubblica, aderendo al gruppo misto nella componente dei non iscritti. Nel corso della XIV Legislatura ha presentato numerosi disegni di legge riguardanti l'emigrazione e ha manifestato il dissenso soprattutto per la proposta di riforma costituzionale avanzata dalla Casa delle Libertà e dal terzo governo Berlusconi.
Da senatore a vita si è dedicato soprattutto a girare l'Italia, partecipando a numerosi incontri sulla difesa della Carta costituzionale, il no alla guerra e l'impegno dei cattolici in politica. Ha, inoltre, dato avvio assieme ad alcuni giovani collaboratori (Alberto Gambino, Stefano Magnaldi, Mattia Stella) a iniziative nel campo della formazione dei giovani alla vita politica (tra queste in particolare il Laboratorio per la polis, rete di cultura e formazione politica).
Dal 2002 al giugno 2011 ha ricoperto anche la carica di Presidente dell'Istituto Nazionale per la Storia del Movimento di Liberazione in Italia.
Durante la primavera del 2006 è stato Presidente del Comitato "Salviamo la Costituzione" e a capo del Comitato per il No al referendum costituzionale, composto dai partiti del centro-sinistra, dalle principali organizzazioni sindacali, dai Comitati Dossetti, dalle associazioni ASTRID, Libertà e Giustizia, ANPI, ACLI, Giovani per la Costituzione, Laboratorio per la polis e altri. Promosse dunque una bocciatura per via referendaria, poi avvenuta con il 61,3% dei voti il 25 e 26 giugno 2006. In questa veste è stato nuovamente oggetto delle critiche del centrodestra, promotore della riforma poi bocciata, insieme al suo successore al Quirinale Carlo Azeglio Ciampi, anche lui schieratosi per il No al referendum (tuttavia successivamente, poiché ancora in carica al Quirinale fino al mese di maggio). Poco dopo, nel mese di luglio, ritirò il Premio Strega onorario che la Fondazione Bellonci e gli Amici della Domenica avevano assegnato alla Costituzione italiana.
In apertura della XV Legislatura e sino all'elezione alla presidenza di Franco Marini è stato Presidente provvisorio del Senato della Repubblica in forza del regolamento del Senato che assegna la presidenza provvisoria al senatore più anziano. Il 19 maggio 2006, come già aveva anticipato, ha votato la fiducia al governo Prodi II. Durante la XV legislatura ha votato più volte in favore del governo Prodi e della maggioranza di centro-sinistra, anche in occasioni determinanti e con voti di fiducia.
Nel 2007 ha aderito al Partito Democratico, pur non iscrivendovisi, ed è stato presidente del Comitato pro Veltroni-Franceschini nel Lazio per le primarie del 14 ottobre 2007. Ha presieduto l'associazione Salviamo la Costituzione nata dall'omonimo comitato costituitosi nel 2006.
Nel 2008, con l'avvio della XVI Legislatura ha rinunciato per motivi di salute a presiedere provvisoriamente l'assemblea, cedendo l'onere al senatore a vita Giulio Andreotti, più anziano anagraficamente tra i senatori presenti e disponibili. Nel settembre 2011 è stato chiesto al sindaco di Roma Gianni Alemanno di conferirgli la cittadinanza onoraria.
L'allora Presidente della Repubblica Oscar Luigi Scalfaro, in epoca recente venne accusato di aver mentito alla procura di Palermo il 15 dicembre 2010, circa la trattativa Stato-Mafia, così come sostenuto anche dal pm antimafia Nino Di Matteo. Inoltre avrebbe imposto in prima persona la sostituzione del "dittatore" (così chiamato nella missiva di Cosa Nostra) Nicolò Amato, secondo molti, tra i quali lo stesso Amato, in seguito alla lettera "minacciosa e anonima" emessa e inviata da Cosa nostra a vari esponenti, tra cui politici e ecclesiastici il 17 febbraio 1993.
È morto nel sonno il 29 gennaio 2012, a Roma all'età di 93 anni. Per suo volere le esequie sono state celebrate l'indomani in forma privata, anziché con funerale di Stato come previsto dalla legge per i presidenti emeriti della Repubblica, presso la Chiesa di Sant'Egidio a Roma. In seguito il feretro venne trasportato e tumulato presso il cimitero di Cameri, nel novarese.
La casa di famiglia a Novara è diventata una struttura di accoglienza per poveri. È stato così realizzato il desiderio dell'ex Presidente della Repubblica che, pochi giorni prima di morire, nel 2012, donò l'abitazione alla Comunità di Sant'Egidio, chiedendo che diventasse appunto un rifugio per bisognosi.

## Riferimenti nella cultura di massa
Essendo vedovo, durante il suo settennato Scalfaro compariva, nelle uscite ufficiali, con al fianco la figlia Marianna. Nubile, riservata, elegante e di grande cultura, Marianna Scalfaro assolse tutte le funzioni che il protocollo riserva alla "prima donna" del Quirinale.

### Il caso del "prendisole"
Considerato persona di rigide vedute, il 20 luglio 1950, all'inizio della sua attività parlamentare, Scalfaro fu protagonista di un episodio che fece molto scalpore, poi divenuto noto come "il caso del prendisole". Il fatto ebbe luogo nel ristorante romano "da Chiarina", in via della Vite, quando, insieme ai colleghi di partito Umberto Sampietro e Vittoria Titomanlio, Scalfaro ebbe un vivace alterco con una giovane signora, Edith Mingoni in Toussan, da lui pubblicamente ripresa in quanto il suo abbigliamento, che ne mostrava le spalle nude, era da lui ritenuto sconveniente.
Secondo una ricostruzione - poi smentita dall'interessato - de Il Foglio, la signora si sarebbe tolta un bolerino a causa del caldo e Scalfaro avrebbe attraversato la sala per gridarle: «È uno schifo! Una cosa indegna e abominevole! Lei manca di rispetto al locale e alle persone presenti. Se è vestita a quel modo è una donna disonesta. Le ordino di rimettere il bolerino!». Sempre secondo questa fonte, Scalfaro sarebbe uscito dal locale e vi sarebbe rientrato con due poliziotti. L'episodio terminò perciò in questura, ove la donna, militante del Movimento Sociale Italiano, querelò Scalfaro e il collega Sampietro per ingiurie.
La vicenda tenne banco sui giornali e riviste italiane per lungo tempo: la stampa laica accusava Scalfaro di "moralismo" e "bigottismo", quella cattolica lo difendeva. Intervennero nella polemica molti personaggi noti, come il giornalista Renzo Trionfera, il latinista Concetto Marchesi e altri. Alla Camera furono presentate interrogazioni parlamentari nell'attesa di una delibera sull'autorizzazione a procedere (della cui competente Giunta Scalfaro stesso era membro) contro i due parlamentari a seguito della querela sporta dalla signora. Peraltro, poiché la Mingoni aveva dichiarato la sua militanza politica, nella richiesta di autorizzazione a procedere si afferma che dai parlamentari sarebbe stata chiamata "fascista" e minacciata di denuncia per apologia del fascismo.
La faccenda, scrive Marzio Breda, fu poi "distorta ad arte", tanto che "la sua lontana rampogna a una donna incrociata in un ristorante, che lui aveva rimproverato per una scollatura troppo audace" fu "trasformata in un concreto «schiaffo»": "un aneddoto perfetto per l'immagine di cattolico medievale e codino - sottinteso: ipocrita - che gli cucirono addosso. In più, associato al suo modo di stare sulla scena pubblica, alle sciarpe indossate «come la stola di un vescovo» e al linguaggio dai toni predicatori e rétro tipici della sua formazione, contribuiva a completare la caricatura da insopportabile satrapo".
Il padre della Mingoni in Toussan (un colonnello a riposo, pluridecorato e già appartenente all'Aeronautica militare) ritenendo offensiva nei confronti della figlia una frase pronunciata da Scalfaro durante un dibattito parlamentare, lo sfidò a duello; al padre subentrò poi come sfidante il marito della signora, anch'egli ufficiale dell'aeronautica. La sfida, che avrebbe violato la legge vigente, fu respinta, la qual cosa, risaputa pubblicamente, fece indignare Antonio De Curtis, in arte Totò, del quale il quotidiano socialista Avanti! pubblicò una vibrante lettera aperta a Scalfaro. Nella missiva, il comico napoletano rimproverava a Scalfaro un comportamento prima villano e poi codardo.
Il processo per la querela non fu mai celebrato per l'amnistia intervenuta tre anni dopo (Decreto del presidente della Repubblica 19 dicembre 1953, n. 922).
La signora Mingoni riferì a distanza di anni che quell'episodio le avrebbe "rovinato la vita" mentre, successivamente, Scalfaro si sarebbe rimproverato « [...] d'essere andato oltre la giusta misura» nella vicenda.

## Cariche
- 1954
  - Sottosegretario al Ministero del Lavoro e della Previdenza Sociale nel Governo Fanfani I
  - Sottosegretario alla Presidenza del Consiglio dei ministri e allo spettacolo nel Governo Scelba
- 1955, Sottosegretario al Ministero di Grazia e Giustizia nel Governo Segni I
- 1957, confermato nel Governo Zoli
- 1958, eletto Presidente della Commissione Interni della Camera, dopo le elezioni del 1958, nel Governo Fanfani II
- 1959, Sottosegretario di Stato al Ministero dell'Interno nel Governo Segni II
- 1960, confermato nel Governo Tambroni e nel Governo Fanfani III
- 1963
  - Vice Presidente della Commissione di inchiesta parlamentare sul fenomeno della mafia
  - Presidente della Giunta delle Elezioni della Camera dei deputati
- 1965, Vice Segretario Politico della Democrazia Cristiana
- 1966, Ministro dei trasporti e dell'aviazione civile nel Governo Moro III
- 1968, confermato nel Governo Leone II
- 1970, Segretario Organizzativo della Democrazia Cristiana
- 1972
  - Ministro dei trasporti e dell'aviazione civile nel Governo Andreotti I
  - Ministro della Pubblica Istruzione nel Governo Andreotti II
- 1975, Vice Presidente della Camera dei deputati
- 1976, confermato nella legislatura
- 1979, confermato nella legislatura
- 1983, Ministro dell'interno nel Governo Craxi I
- 1986, confermato nel Governo Craxi II
- 1987
  - confermato nel Governo Fanfani VI
  - presidente della Commissione parlamentare di inchiesta sugli interventi per la ricostruzione dei territori della Basilicata e Campania colpiti dai terremoti del 1980-81
- 1992
  - Presidente della Camera dei deputati
  - Presidente della Repubblica Italiana
- 2006, presiede in quanto senatore anagraficamente più anziano, dopo la senatrice decana Rita Levi-Montalcini, che ha rinunziato, i lavori delle prime sedute della XV legislatura del Senato della Repubblica

## Opere
- Oscar Luigi Scalfaro, Conversazioni, Roma, Edizioni Paoline, 1961.
- Oscar Luigi Scalfaro, Le chiacchierate alla Sala Francescana di S. Damiano, San Damiano, Edizioni Sala Francescana di cultura P. Antonio Giorgi, 1984; 1985.
- Oscar Luigi Scalfaro, Amen, Siena, Cantagalli, 1980; 1992.

## Onorificenze

### Onorificenze italiane
Nella sua qualità di Presidente della Repubblica italiana è stato, dal 28 maggio 1992 al 15 maggio 1999:
Personalmente è stato insignito di:

### Riferimenti
1. ↑   Luciano Canepari, Scalfaro, in Il DiPI: dizionario di pronuncia italiana, Bologna, Zanichelli, 1999, ISBN 88-08-09344-1.
2. ↑  Vittorio Spreti e Collaboratori, Enciclopedia Storico-Nobiliare Italiana. Famiglie nobili e titolate viventi riconosciute del R. Governo d'Italia, compresi: città, comunità, mense vescovili, abazie, parrocchie ed enti nobili e titolati riconosciuti, Volume VI, Edizioni Enciclopedia Storico-Nobiliare Italiana. Milano, 1932
3. ↑  Bullettino delle Leggi del Regno di Napoli. Anno 1814. Semestre I, da gennajo a tutto giugno. In Napoli, nella Stampeia Reale, 1814
4. ↑  Andrea Borella Annuario della Nobiltà Italiana Edizione XXXI Teglio (SO) 2010 S.A.G.I. Casa Editrice vol. II pag. 1854 e  tracce di sangue blu nelle vene di Scalfaro, su archiviostorico.corriere.it, Corriere della Sera, 14 agosto 2003. URL consultato il 24 agosto 2010 (archiviato dall'url originale il 14 novembre 2012).
5. ↑  Andrea Borella, Annuario della Nobiltà Italiana, Edizione XXXI, Teglio (SO), 2010, S.A.G.I. Casa Editrice, vol. II, p. 1854
6. ↑  Andrea Borella, Annuario della Nobiltà Italiana, Edizione XXXI, Teglio (SO), 2010, S.A.G.I. Casa Editrice vol. II, p. 1854 e (EN)  Discorsi cerimoniali Archiviato il 22 ottobre 2011 in Internet Archive. fra Scalfaro e Bill Clinton, 2 aprile 1996
7. ↑   Copia archiviata (PDF), su fratiminori.it. URL consultato il 13 gennaio 2014 (archiviato dall'url originale il 14 gennaio 2014).
8. ↑   Papa ricorda Scalfaro, su lastampa.it, La Stampa, 29 gennaio 2012. URL consultato il 30 settembre 2018 (archiviato il 2 maggio 2016).
9. ↑   Scalfaro era un Terziario Francescano, su sanfrancescopatronoditalia.it, Organo ufficiale di Stampa della Basilica di San Francesco d'Assisi. URL consultato il 30 settembre 2018 (archiviato il 29 settembre 2018).
10. ↑  Guido Dell'Aquila, Scalfaro democristiano anomalo, Passigli Editori, 2018
11. ↑   SCALFARO, Oscar Luigi in "Dizionario Biografico", su treccani.it. URL consultato il 13 ottobre 2021.
12. ↑  Andrea Borella, Annuario della Nobiltà Italiana, Edizione XXXI, Teglio (SO) SAGI Casa Editrice, 2010, vol. II, p. 1854
13. ↑  Oscar Luigi Scàlfaro Sito web del Quirinale: la biografia del Presidente Scàlfaro
14. ↑   Paolo Granzotto, La vera storia di Oscar Luigi Scalfaro antifascista doc, su ilgiornale.it. URL consultato il 15 settembre 2008.
15. ↑  Scalfaro: le date più importanti di una vita per le istituzioni
16. ↑   Processo ai fascisti Senza fondamento le accuse a Scalfaro - Gazzetta di Modena, su Archivio - Gazzetta di Modena. URL consultato il 2 aprile 2019 (archiviato dall'url originale il 2 aprile 2019).
17. 1 2  Scalfaro e la figlia del fascista fucilato «Lo interrogai. Era colpevole? Non so»
18. ↑  Acta della fondazione della RSI - Istituto Storico - nº63, maggio-luglio 2007.
19. ↑  Da Il Corriere di Novara del 19 dicembre 1945: «Il PM Scalfaro parla con vigoria ed efficacia. Dopo la chiarissima requisitoria conclude domandando la pena di morte per lo Zurlo»
20. 1 2 3  Da notaio del Parlamento al «non ci sto»
21. ↑   Il Corriere della Sera, su corriere.it.
22. ↑  Oscar Luigi Scalfaro, Non arrendetevi mai, Edizioni Paoline, 2007 - ISBN 88-315-3206-5
23. ↑  da Enciclopedia Treccani voce "SCALFARO, Oscar Luigi"
24. 1 2 3  Pietro Nenni, Diario, in Indro Montanelli, Mario Cervi, L'Italia del miracolo, Rizzoli, 1987. Annotazioni alla data del 9 dicembre 1952
25. ↑  Roberto Gervaso, Oscar Luigi Scalfaro ne: I sinistri, p. 346
26. ↑  Luca Telese, Da conservatore a progressista ‒ La storia politica di Scalfaro
27. 1 2 3 4  Indro Montanelli, Mario Cervi, L'Italia degli anni di fango, RCS, 1993
28. ↑  Comitato Parlamentare per i Servizi di Informazione e Sicurezza. Primo rapporto sul sistema di informazione e sicurezza: "Esso consisteva nell'aver previsto una distruzione annuale dei documenti di spesa e comunque una distruzione all'atto del cambio del Direttore del Servizio o del Ministro competente. D'altro canto, la previsione relativa al rendiconto era ancora generica"; cfr. ((http://www.sisde.it/sito%5CRivista3.nsf/servnavig/5 Archiviato il 22 novembre 2011 in Internet Archive.)).
29. ↑  Secondo Francesco D'Amato, La scomparsa di Gaetano Gifuni grande e sofferto servitore dello stato, Il Dubbio, 21 agosto 2018, «in un incontro al Quirinale voluto da Scalfaro per decidere con maggiore cognizione dei fatti sugli sviluppi della crisi, il capo della Procura della Repubblica di Milano Francesco Saverio Borrelli non si era limitato a comunicare l'estraneità di Craxi "allo stato delle indagini" su Tangentopoli. Egli aveva avvertito il capo dello Stato che da presidente del Consiglio il leader socialista avrebbe potuto finire coinvolto nell'inchiesta già famosa col nome di "Mani pulite", sia pure con tutte le garanzie previste dalle immunità parlamentari allora intonse». Secondo Giulio Di Donato, invece, la scelta di Scalfaro - di escludere la possibilità che lo stesso Craxi si autocandidasse - era dipesa da un articolo de L'Espresso, che, a ridosso delle consultazioni, scrisse che «Chiesa ha finanziato la campagna elettorale di Bobo, consigliere comunale a Milano» (da Il crollo - Il PSI nella crisi della prima Repubblica, a cura di Gennaro Acquaviva e Luigi Covatta, p. 111).
30. ↑   Franco Stefanoni, Governo e ministri: quando il capo dello Stato dice no, da Bettino Craxi a Cesare Previti, in Corriere della Sera, 22 maggio 2018. URL consultato il 20 giugno 2021.
31. ↑  Questi «accettò e condivise l'invito "amichevole" del capo dello Stato a indicargli lui stesso l'esponente socialista da nominare al suo posto presidente del Consiglio»: Francesco Damato, La scomparsa di Gaetano Gifuni grande e sofferto servitore dello stato, Il Dubbio, 21 agosto 2018.
32. ↑  Dall'intervista a Claudio Martelli, in Il crollo - Il PSI nella crisi della prima Repubblica (a cura di Gennaro Acquaviva e Luigi Covatta), p. 297.
33. ↑  La lettura di quelle parole è fonte di diverse interpretazioni: Martelli, De Michelis e Amato, in Il crollo - Il PSI nella crisi della prima Repubblica (a cura di Gennaro Acquaviva e Luigi Covatta), pp. 297, 333 e 505, sostengono che fosse una designazione di Amato, mentre Giulio Di Donato e Fabio Fabbri sostengono (da Il crollo - Il PSI nella crisi della prima Repubblica, a cura di Gennaro Acquaviva e Luigi Covatta, pp. 111 e 560) che Craxi avesse così invitato il Capo dello Stato a non seguire l'ordine alfabetico nella scelta tra i tre nomi che gli aveva dato.
34. ↑   Gianni Barbacetto, Peter Gomez e Marco Travaglio, Mani pulite. La vera storia, 20 anni dopo, Milano, Chiarelettere, 2012.
35. ↑   Alberto Rapisarda, «Ci vuole un cambiamento di regime», in La Stampa, 22 aprile 1993. URL consultato il 1º febbraio 2016 (archiviato il 17 giugno 2016).
36. ↑   Redazione Online, Quel «portafoglio» targato Sisde, su Corriere della Sera. URL consultato il 2 giugno 2025.
37. ↑  Su Adolfo Salabé: Corriere della sera e commissione d'inchiesta Archiviato il 22 novembre 2011 in Internet Archive.
38. ↑   Archivio Corriere della Sera, su archivio.corriere.it. URL consultato il 2 giugno 2025.
39. ↑   Storia del Cagliari calcio (PDF), su cagliaricalcio.net (archiviato dall'url originale il 22 novembre 2011).
40. ↑  "Alle 22 e 30 di quel 3 novembre Scalfaro passa al contrattacco con modalità che non erano state concesse a nessun altro esponente politico in quella stagione infuocata. Fa interrompere la trasmissione televisiva della partita di Coppa UEFA fra il Cagliari e la squadra turca del Trabzonspor e, a reti unificate, pronuncia un discorso breve ma molto incisivo": Paolo Mieli, "Scalfaro e l'attacco sui fondi Sisde. Il presidente rispose: «Non ci sto!»", Corriere della Sera, 27 agosto 2018.
41. ↑  
«A questo gioco al massacro io non ci sto. Io sento il dovere di non starci e di dare l'allarme. Non ci sto non per difendere la mia persona, che può uscire di scena ogni momento, ma per tutelare, con tutti gli organi dello Stato, l'istituto costituzionale della Presidenza della Repubblica. [...]»
(Oscar Luigi Scalfaro. Dal messaggio straordinario alla nazione andato in onda a reti unificate alle ore 22 e 30 circa del 3 novembre 1993)
42. ↑  Quotidiano.net[collegamento interrotto]
43. ↑  Archiviostorico.corriere
44. ↑  Archiviostorico.corriere
45. ↑  La Repubblica
46. 1 2  La Repubblica
47. ↑  Archiviostorico.corriere
48. ↑  "Scalfaro scrive a Ciampi: ecco perché ho voluto respingere le tue dimissioni", Corriere della Sera del 18 gennaio 1994, pagina 7: "Lo scioglimento. scrive il presidente della Repubblica - trova la sua principale motivazione, non già in una disfunzione creatasi nel rapporto Parlamento Governo, bensì nel radicale cambiamento delle regole elettorali imposto dal referendum popolare del 18 aprile 1993, nonché nei profondi mutamenti emersi nel corpo elettorale e nelle stesse realtà politiche organizzate, in occasione della duplice consultazione elettorale del giugno e del novembre 1993". Il rapporto tra Parlamento e Governo, continua Scalfaro, "è stato posto in discussione nelle scorse settimane da una mozione di sfiducia sottoscritta da più di 150 parlamentari, quasi tutti appartenenti a gruppi che avevano votato la fiducia al Governo nel maggio dello scorso anno. La sola esistenza di un simile documento, anche indipendentemente dalla sua approvazione da parte della Camera, sarebbe stata di ostacolo alla reiezione delle dimissioni del governo da parte del capo dello Stato; ma, per effetto del ritiro delle sottoscrizioni, tale documento è caduto".
49. ↑  Indro Montanelli, Mario Cervi, L'Italia del novecento, Rizzoli, 2000, p. 583
50. ↑  L'espressione par condicio è mutuata da quella giuridica della par condicio creditorum ossia la situazione che deve determinarsi secondo il diritto fallimentare, per il quale tutti i creditori chirografari del fallito debbono essere posti nelle medesime condizioni relativamente alla divisione dei beni residui (art. 2741 C.C., Concorso dei creditori e cause di prelazione, primo comma: «I creditori hanno eguale diritto di essere soddisfatti sui beni del debitore, salve le cause legittime di prelazione») Vedi: Umberto Albanese, Massime, enunciazioni e formule giuridiche latine., Milano, Ulrico Hoepli Editore, 1997. ISBN 88-203-2057-6. pp. 278-279.
51. ↑   Valerio Onida nuovo Presidente INSMLI, su insmli.it. URL consultato il 7 marzo 2013 (archiviato dall'url originale il 23 febbraio 2013).
52. ↑  TM News, 29 gennaio 2012 Archiviato il 1º febbraio 2012 in Internet Archive..
53. ↑  La Repubblica
54. ↑   Trattativa, il pm Di Matteo: "Scalfaro non era un arbitro. Mentì su Scotti e il patto Stato - mafia", su Il Fatto Quotidiano. URL consultato il 24 marzo 2021.
55. ↑   ItalianLeaks: "L'abolizione del carcere duro alla base della trattativa Stato - mafia". URL consultato il 24 marzo 2021.
56. ↑   È morto l'ex presidente Oscar Luigi Scalfaro, su corriere.it, 29 gennaio 2012.
57. ↑   Antonio Palma, L’ultimo saluto ad Oscar Luigi Scalfaro, oggi pomeriggio i funerali, su Fanpage.it, 30 gennaio 2012.
58. ↑   Antonio Palma, L’ultimo saluto ad Oscar Luigi Scalfaro, oggi pomeriggio i funerali, su Fanpage, 30 gennaio 2012.
59. ↑   Accoglienza a casa Scalfaro | RASSEGNA STAMPA | COMUNITÀ DI SANT'EGIDIO, su www.santegidio.org. URL consultato il 6 novembre 2023.
60. ↑   "Casa Scalfaro" aperta ai poveri e ai rifugiati | RASSEGNA STAMPA | COMUNITÀ DI SANT'EGIDIO, su www.santegidio.org. URL consultato il 6 novembre 2023.
61. ↑   Marianna Scalfaro, scorta a vita per la figlia dell'ex presidente. URL consultato il 15 luglio 2017.
62. ↑   Scalfaro e la figlia Marianna: quando l’Italia aveva una "first daughter", su tg24.sky.it. URL consultato il 15 luglio 2017 (archiviato dall'url originale il 9 novembre 2018).
63. ↑  Roberto Gervaso, Oscar Luigi Scalfaro ne: I sinistri, pp. 347-351
64. ↑  La vita politica di Scalfaro, dal prendisole al ribaltone
65. 1 2  La richiesta di autorizzazione a procedere
66. ↑  
«Ho appreso dai giornali che Ella ha respinto la sfida a duello inviataLe dal padre della signora Toussan, in seguito agli incidenti a Lei noti.
La motivazione del rifiuto di battersi da Lei adottata, cioè quella dei principi cristiani, ammetterà che è speciosa e infondata.
Il sentimento cristiano, prima di essere da Lei invocato per sottrarsi a un dovere che è patrimonio comune di tutti i gentiluomini, avrebbe dovuto impedire a Lei e ai Suoi Amici di fare apprezzamenti sulla persona di una Signora rispettabilissima.
Abusi del genere comportano l'obbligo di assumerne le conseguenze, specialmente per uomini responsabili, i quali hanno la discutibile prerogativa di essere segnalati all'attenzione pubblica, per ogni loro atto.
Non si pretende da Lei, dopo il rifiuto di battersi, una maggiore sensibilità, ma si ha il diritto di esigere che in incidenti del genere, le persone alle quali il sentimento della responsabilità morale e cavalleresca è ignoto, abbiano almeno il pudore di sottrarsi al giudizio degli uomini, ai quali questi sentimenti e il coraggio civile dicono ancora qualcosa.
principe Antonio Focas Flavio Comneno De Curtis»
(Lettera di Totò a Oscar Luigi Scalfaro sul celebre caso detto "del prendisole" pubblicata sull'Avanti! del 23 novembre 1950[senza fonte], citata da Giorgio Caldonazzo e Paolo Fiorelli in Scalfaro, una vita da Oscar)
67. ↑  da ilSalvagente.it[collegamento interrotto]
68. ↑  da Repubblica.it
69. ↑  Sito web del Quirinale: dettaglio decorato.
70. ↑  https://www.gettyimages.ch/detail/nachrichtenfoto/emperor-akihito-italian-president-oscar-luigi-scalfaro-nachrichtenfoto/641654758?language=it
71. ↑   Bollettino Ufficiale di Stato (PDF), su boe.es.
72. ↑  (HR)   Odluka o odlikovanju Veleredom kralja Tomislava s lentom i Velikom Danicom, su nn.hr, Narodne novine, 17 dicembre 1997. URL consultato il 6 novembre 2010.